# Kronan, Karlskrona

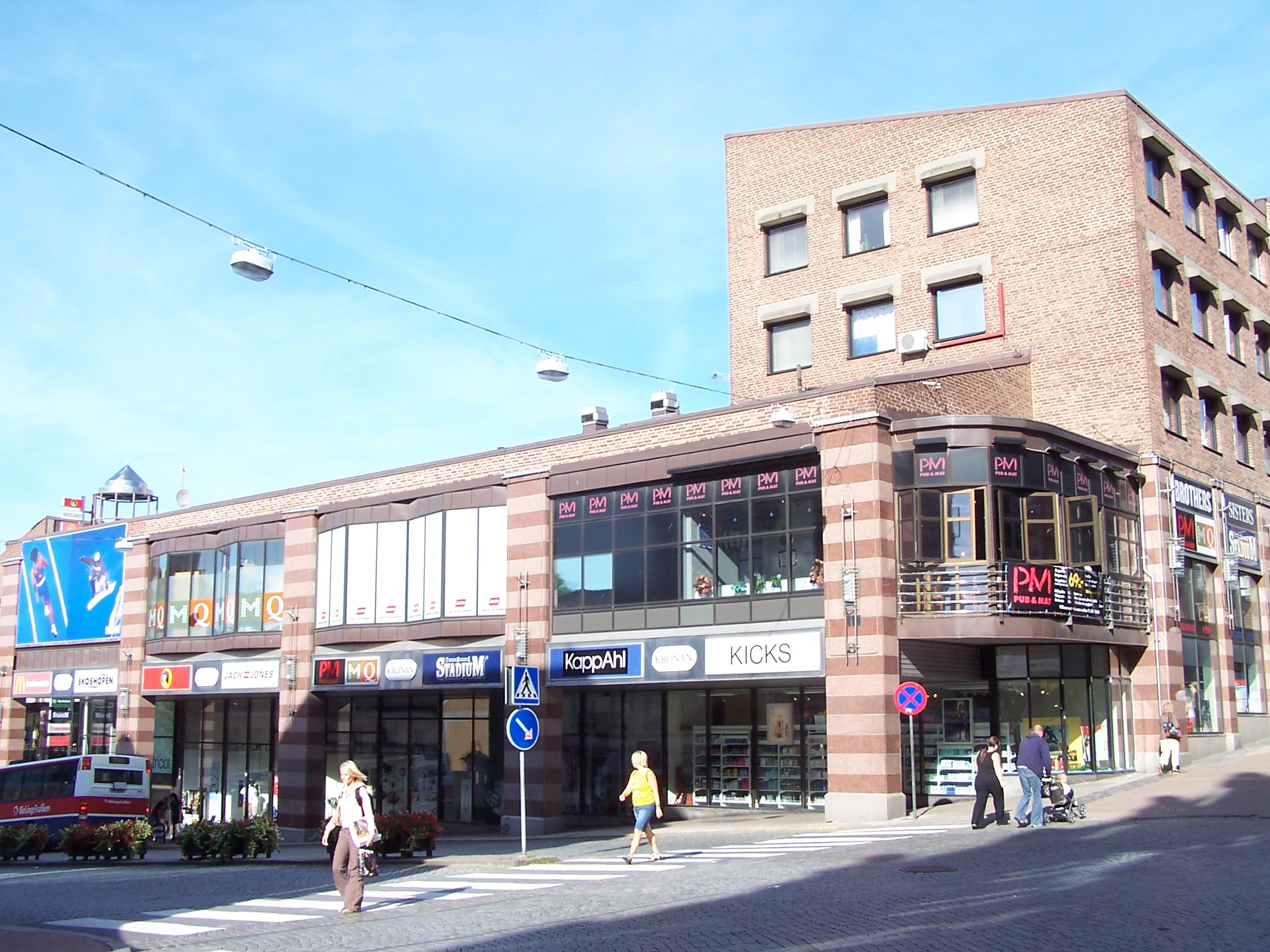
Affärshuset Kronan

Modehuset Kronan, i folkmun kallat Kronan, är ett köpcentrum i centrala Karlskrona som ägs av Samfast AB. Här finns ett flertal klädbutiker och restauranger. Kronan är byggt i två plan. Namnet "Kronan" minner om stadens marina arv.